# Handgranaat

Dwarsdoorsnede van een Borstein Granat, model 1935. Werking:
Een pin (15) houdt een hefboom (16) op zijn plaats die een klepje, dat onder veerdruk staat en voorzien is van een slagpin (6), tegenhoudt. Bij het verwijderen van de pin moet men de hefboom met de hand op zijn plaats houden tot het moment dat men de granaat wil werpen. Bij het loslaten gebeurt dit niet meer, het klepje duwt de hefboom opzij en de slagpin op het klepje slaat op een slaghoedje (13) waardoor een buisje met een langzaam brandende sas (10) wordt ontstoken. Als dit is opgebrand ontploft de initiaalspringstof (12) aan het eind van de saslading en de hoofdlading detoneert.

Een handgranaat is een granaat die bedoeld is om met de hand te worden geworpen. Het is een wapen dat gebruikt kan worden tijdens gevechten op korte afstand.
Meestal bevat een handgranaat daarom naast de explosieve lading een tijdontsteker die hem een aantal seconden na het wegwerpen laat afgaan. Er zijn ook handgranaten die exploderen door de schokontsteker bij het neerkomen na de worp.

## Soorten
Er zijn verschillende soorten handgranaten, ze worden onderverdeeld in: detonerende handgranaten (scherf- en aanvalshandgranaten), en chemische handgranaten (rook- en brandhandgranaten):
- scherfhandgranaten; veroorzaken een schokgolf en scherven. Het doel is de tegenstander te doden of te verwonden. Door de scherfwerking is de werper meestal ook in de gevarenzone, dus kunnen ze het beste geworpen worden vanuit een beschutting. Soms wordt de naam verdedigingshandgranaat gebruikt.
- aanvalshandgranaten; veroorzaken een schokgolf en soms ook een enkele scherf maar hebben geen sterke scherfwerking zodat ze kunnen worden geworpen zonder dat de werper zelf dekking heeft. Ze worden gebruikt om de tegenstander uit te schakelen, te verwarren en te desoriënteren.
- stungranaten; veroorzaken een hevige knal, grote luchtdrukwerking, en soms ook een felle lichtflits, maar hebben geen scherfwerking, zodat ze kunnen worden geworpen zonder dat de werper zelf dekking heeft. Ze worden gebruikt om de tegenstander te verwarren en te desoriënteren.
- rookhandgranaten; produceren rook. Enkele granaten zijn voldoende om plaatselijk een rookgordijn te leggen.
- rookhandgranaten fosforrookhandgranaten (fosfor); produceren rook en verspreiden in een straal van 15 meter witte fosfor. Wegspattende fosfordeeltjes kunnen brand veroorzaken. In het verleden werd regelmatig witte fosfor gebruikt. Tegenwoordig gebruikt men rode fosfor, bij rode fosfor wordt geen verspreidingslading van springstof gebruikt.
- gasgranaten; verspreiden strijdgassen.
- brandhandgranaten; stichten brand.
- traangashandgranaten; verspreiden traangas waardoor men gedwongen wordt een gasmasker te dragen.

## Afbeeldingen

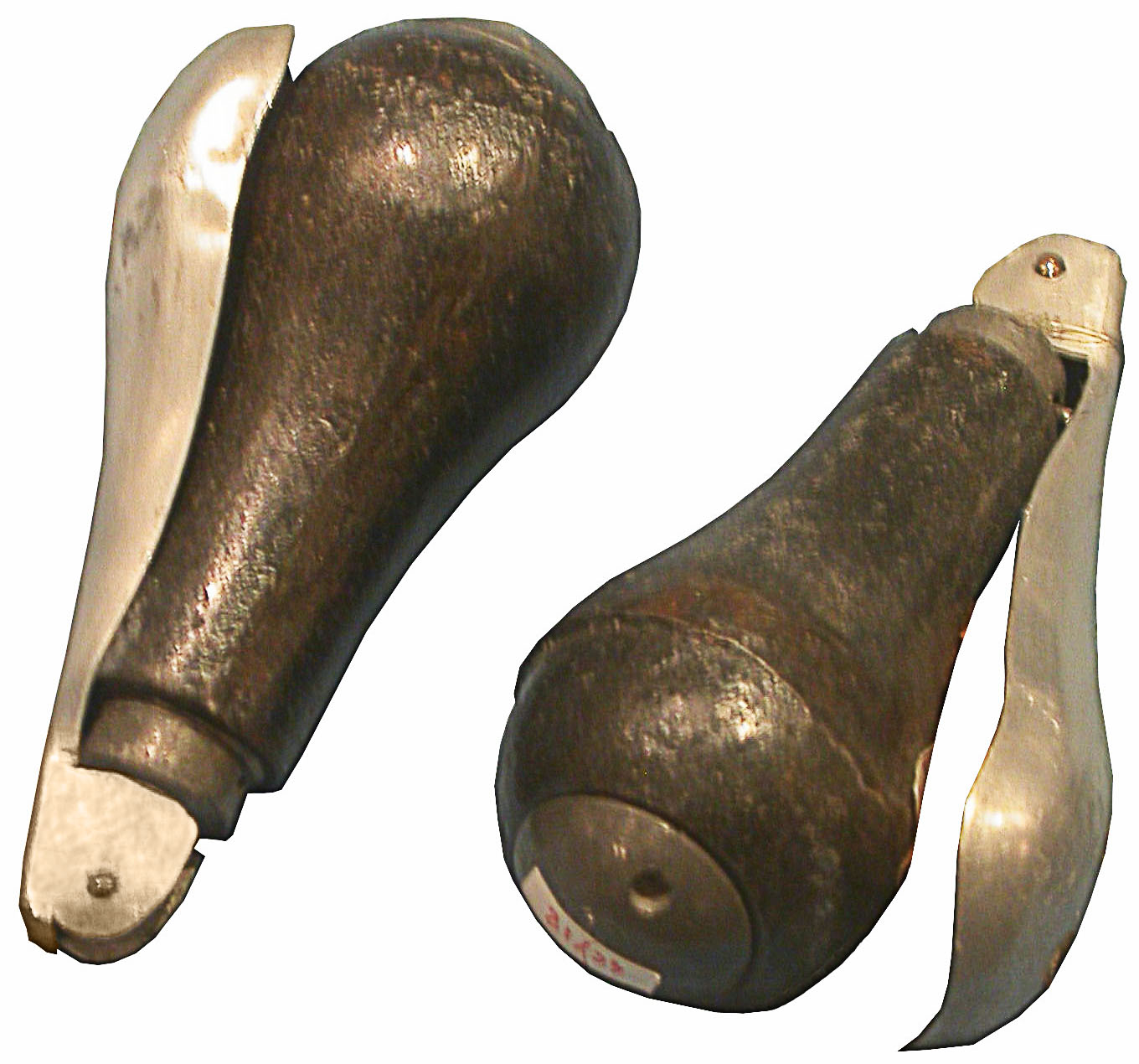
Een Franse P1 handgranaat uit 1915 (Eerste Wereldoorlog)
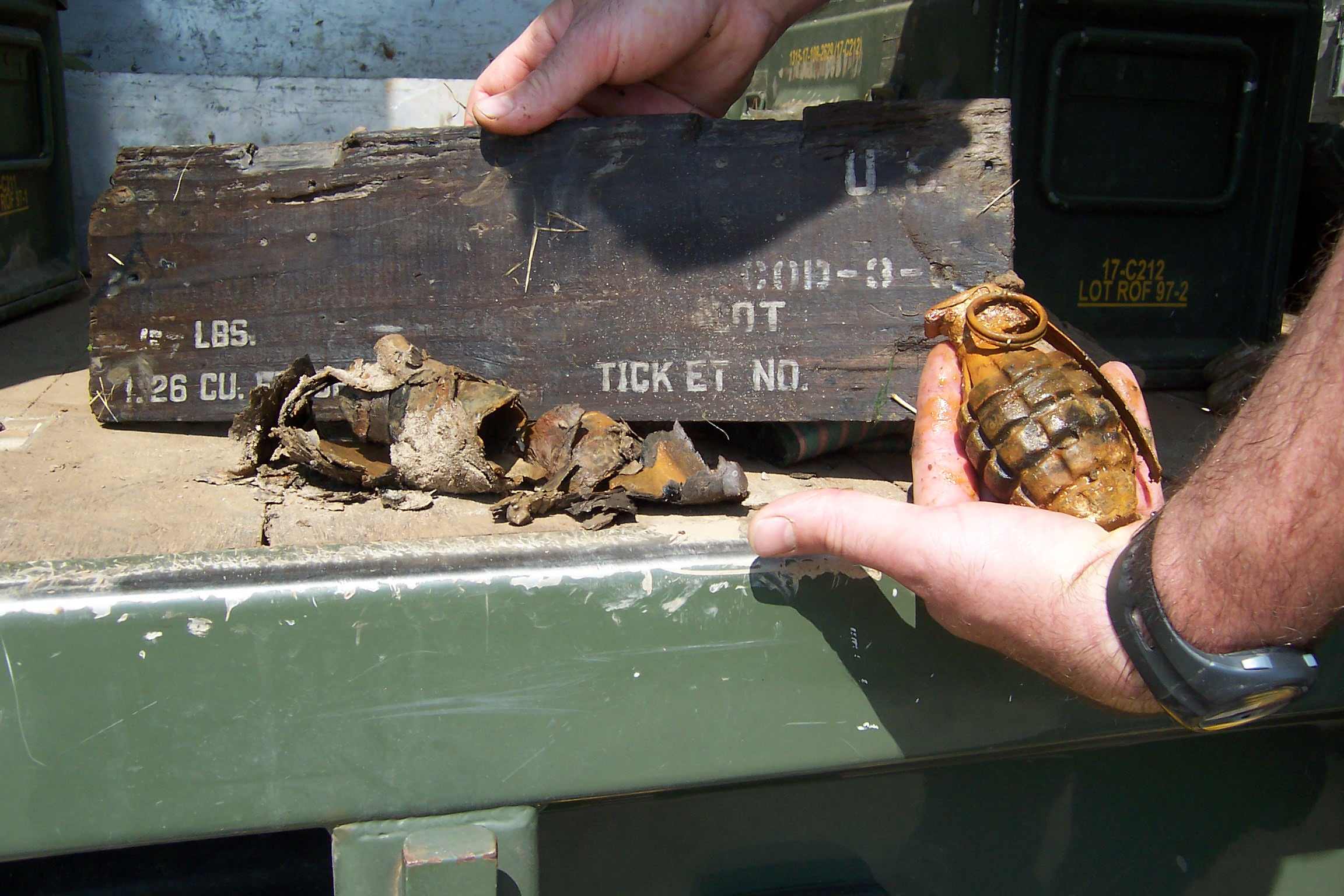
Een Mk2 handgranaat van Amerikaanse makelij
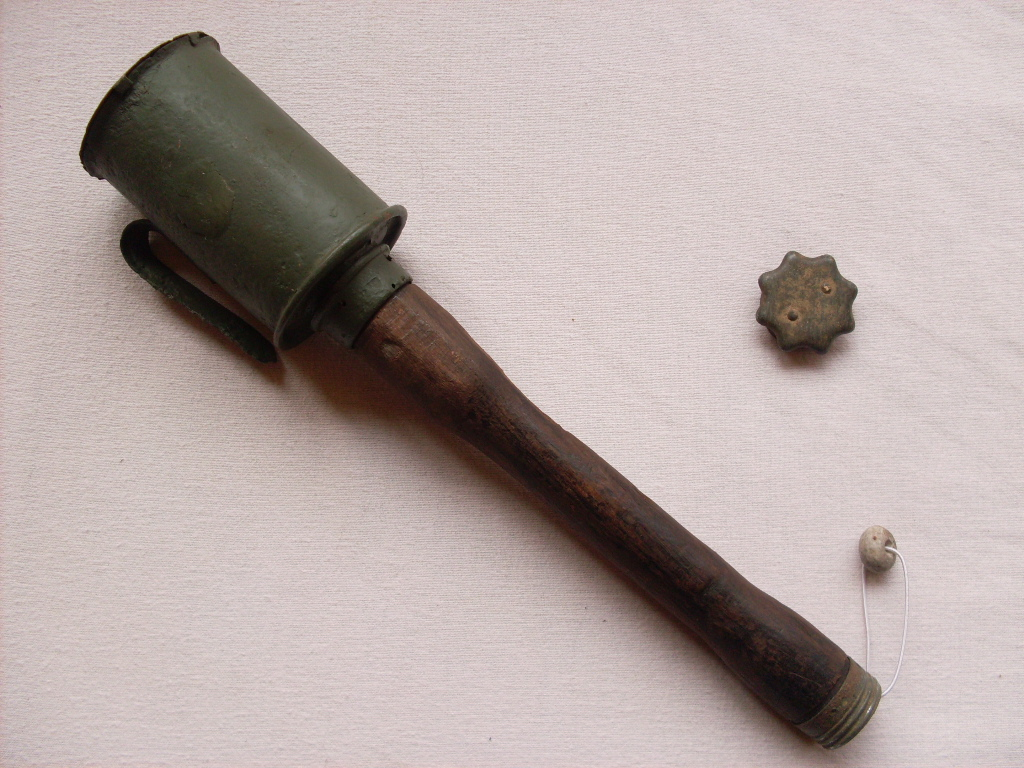
Een Duitse Stielhandgranate 17 uit 1917 (Eerste Wereldoorlog)